# 卡伯特號航空母艦
卡伯特號航空母艦（CVL-28）是一艘隸屬於美國海軍的航空母艦，為獨立級航空母艦的七號艦。她是美軍第二艘以卡伯特為名的軍艦，紀念探險家喬瓦尼·卡波托。在1967年至1989年期間，卡伯特號轉到西班牙海軍服役，更名為戴達羅號（Dédalo）。
卡伯特號在1942年3月16日開始在紐約造船廠建造，原建為克利夫蘭級輕巡洋艦的十七號艦，艦名為威爾明頓；此時美軍航空母艦短缺，故將九艘建造中的克利夫蘭級改裝為航空母艦。6月2日，卡伯特號開始改建為航空母艦，並更改舷號（由CL-79改為CV-28）及艦名。1943年4月4日，卡伯特號下水，並在7月15日與其他改裝航空母艦重編為輕型航空母艦，舷號改為CVL-28。7月24日卡伯特號服役。
稍後卡伯特號加入太平洋戰爭，參與多場戰役。戰後卡伯特號協助中華民國接管日軍佔領區，並運載美軍回國，然後在1947年2月11日退役封存。1948年10月27日，退役不久的卡伯特號重返現役，在彭薩科拉用作訓練航母，稍後則率先試驗改裝為反潛航母，並曾到歐洲海域巡航，未有參與韓戰。1955年1月21日，卡伯特號再次退役封存，並於1959年5月15日重編為飛機運輸艦，舷號改為AVT-3。
封存12年後，卡伯特號於1967年由美國海軍外借到西班牙海軍，並在同年8月30日再次服役，更名為戴達羅號，以希臘神話的工匠代達羅斯為名。此後戴達羅號專責作反潛航母，主要搭載直升機，亦曾搭載AV-8S鷂式攻擊機（AV-8A的西班牙型號）；並擔任西班牙海軍旗艦，直到阿斯圖里亞斯親王號航空母艦於1988年服役為止。1972年8月1日，卡伯特號從美國海軍名冊除籍，並在12月5日正式出售到西班牙海軍。
1989年，代達羅斯號返回美國新奧爾良，並在8月5日從西班牙海軍除籍，捐贈給私人組織卡伯特－戴達羅組織（Cabot/Dedalo Association），預備作海上博物館。此時卡伯特號為世上最後一艘二戰時期的輕型航空母艦。1990年6月29日，美國政府將卡伯特號定為美國國家歷史地標（National Historic Landmark）。
數年過去，私人組織一直未有計畫將卡伯特號改為博物館，並在1995年以財政為理由，將卡伯特號出售拆解。稍後卡伯特號先在1997年拖行到德克薩斯州的伊莎貝港（Port Isabel），再於1998年拖到布朗斯維爾拆解。由於卡伯特號仍為歷史地標，且民間組織入稟法院要求保留，故此卡伯特號未能即時拆解。
1999年4月26日，美國法警執行法院命令，沒收卡伯特號，並在9月8日將之強行拍賣。民間組織未能在拍賣中投得卡伯特號，最終卡伯特號以185,000美金出售。2000年10月，卡伯特號開始拆解，而美國政府則在2001年8月7日取消其國家歷史地標地位。2002年，卡伯特號的艦體大致拆除，但因民間組織努力，艦島又得以暫時保存。2007年，卡伯特號的艦島終於徹底拆解。
卡伯特號在二戰中獲頒總統單位嘉獎勳表及九顆戰鬥之星。